# Мэдисон, Марта
Ма́рта Мэ́дисон (англ. Martha Madison), настоящее имя — Ма́рта Энн Ба́ттеруорт (англ. Martha Anne Butterworth; род. 27 июля 1977, Ньюпорт-Ньюс, Виргиния) — американская актриса, кинопродюсер, писательница.

## Биография
Марта Энн Баттеруорт (настоящее имя Мэдисон) родилась 27 июля 1977 года в Ньюпорт-Ньюсе (штат Виргиния, США), а выросла в Хьюстоне (штат Техас).
В 1999 году Марта окончила «Texas A&M University», а затем она поступила в «American Musical and Dramatic Academy».
В 2003 году Марта переехала в Лос-Анджелес (штат Калифорния) в рабочих целях.

## Карьера
Марта дебютировала в кино в 2001 году, сыграв роль офисной женщины в фильме «Кейт и Лео». Всего Мэдисон сыграла в 13-ти фильмах и телесериалах.
Также Марта является кинопродюсером, писательницей и ресторатором.

## Личная жизнь
C 25 августа 2007 года Марта замужем за ресторатором Эй Джеем Гилбертом. У супругов есть дочь — Чарли Элизабет Гилберт (род.03.11.2013).